# Malá Bystřice
Malá Bystřice là một làng thuộc huyện Vsetín, vùng Zlínský, Cộng hòa Séc.